# Czech Hockey Games
Il Czech Hockey Games è una competizione europea di hockey su ghiaccio per squadre nazionali.
Fu fondata nel 1994 e dal 1997 fa parte dell'Euro Hockey Tour (EHT). Inizialmente il torneo era denominato Pragobanka Cup, nel 1998 cambiò nome con l'entrata del nuovo sponsor, divenendo Česká Pojišťovna Cup. Dal 2008-2009 ha assunto l'attuale denominazione.
Nelle prime edizioni partecipavano Repubblica Ceca, Russia, Svezia e Slovacchia, ma quando il torneo fu inserito nell'EHT quest'ultima fu sostituita con la Finlandia.
Il torneo si gioca per tradizione fra agosto e settembre, ma per la stagione 2008 e 2009 è stato spostato ad aprile. Dal 2010 tornerà ai tempi abituali.
Fino al 2003 la manifestazione si teneva a Zlín, successivamente fu spostata prima a Pardubice e nel 2005 a Liberec.

## Albo d'oro
| Anno             | Oro       | Argento   | Bronzo     |
| ---------------- | --------- | --------- | ---------- |
| 1994             | Rep. Ceca | Russia    | Svezia     |
| 1995             | Rep. Ceca | Svezia    | Slovacchia |
| 1996             | Finlandia | Svezia    | Rep. Ceca  |
| 1997             | Rep. Ceca | Finlandia | Russia     |
| 1998             | Svezia    | Finlandia | Rep. Ceca  |
| 1999             | Rep. Ceca | Finlandia | Svezia     |
| 2000             | Finlandia | Svezia    | Rep. Ceca  |
| 2001             | Finlandia | Russia    | Svezia     |
| 2002             | Russia    | Rep. Ceca | Svezia     |
| 2003             | Finlandia | Svezia    | Russia     |
| 2004             |           |           |            |
| 2005             | Svezia    | Russia    | Rep. Ceca  |
| 2006             | Russia    | Finlandia | Svezia     |
| 2007             | Russia    | Rep. Ceca | Finlandia  |
| 2008             | Russia    | Rep. Ceca | Finlandia  |
| 2009 (Aprile)    | Russia    | Rep. Ceca | Finlandia  |
| 2009 (Settembre) | Rep. Ceca | Russia    | Finlandia  |
| 2011             | Rep. Ceca | Russia    | Finlandia  |
| 2013 (Aprile)    | Svezia    | Russia    | Rep. Ceca  |
| 2013 (Agosto)    | Finlandia | Russia    | Svezia     |
| 2017             | Rep. Ceca | Finlandia | Russia     |
| 2018             | Rep. Ceca | Finlandia | Svezia     |